# Shai Maestro
Shai Maestro (* 5. února 1987) je izraelský klavírista. Pocházel ze sekulární rodiny, ve které slavili jen nejvýznamnější židovské svátky. Na klavír začal hrát ve svých pěti letech a k jazzu se poprvé dostal přes nahrávku Gershwin Songbook v podání Oscara Petersona. V následujících letech studoval hudbu na střední umělecké škole Thelma-Yellin ve městě Giv'atajim a později díky stipendiu krátce docházel na Berklee College of Music v americkém Bostonu. Po návratu zpět do Izraele studoval klasický klavír na Jeruzalémské akademii hudby a tance a vzdělával se rovněž v oblasti indické hudby. Na počátku své kariéry vystupoval v kapele kontrabasisty Avišaje Kohena, se kterým hrál v letech 2006 až 2011. Ještě roku 2010 založil své vlastní trio, ve kterém jej doprovázeli bubeník Ziv Ravitz a kontrabasista Jorge Roeder.

## Diskografie
- Shai Maestro Trio (2012)
- The Road to Ithaca (2013)
- Untold Stories (2015)
- The Stone Skipper (2016)
- Shai Maestro: The Dream Thief (2018, ECM)
- Shai Maestro: Human (2021, ECM)